# Cormes

Cormes este o comună în departamentul Sarthe, Franța. În 2009 avea o populație de 871 de locuitori.